# Kidneythieves
Kidneythieves (словослияние «Kidney» и «Thieves», в переводе с англ. — «Крадущие почки») — музыкальный коллектив, образовавшийся в 1998 году в Лос-Анджелесе и представляющий музыку в жанре индастриал-рок. В настоящий момент в состав группы входит вокалистка кубинского и испанского происхождения Фри Домингез и американский музыкант Брюс Сомерс. Ранее участниками группы являлись Крис Шлейер, Кристиан Доррис и Шон Селлерс. За свою карьеру группа выпустила 3 студийных альбома, 2 мини-альбома, 1 концертный альбом и 3 коммерческих сингла.

## История группы
История коллектива берёт своё начало в 1996 году в Лос-Анджелесе, где произошло знакомство певицы Фри Домингез и музыканта Брюса Сомерса, который на тот момент специализировался, в основном, на написании музыки к фильмам. В 1998 Сомерс открывает собственную студию звукозаписи Push; к тому моменту Домингез и Сомерс задумались о создании музыкального проекта. Чуть позже к ним присоединяются Крис Шлейер, Кристиан Доррис и Шон Селлерс, после чего музыканты, объединившись в группу под названием Kidneythieves, начали свою творческую деятельность. 21 апреля 1998 года выходит сингл «S+M (A Love Song)», а 24 июля состоялся релиз дебютного студийного альбома Trickster, за которым следуют концертные выступления по городам США.
В 2001 году Kidneythieves приступают к записи нового студийного материала. 20 ноября 2001 выходит мини-альбом Phi in the Sky, куда вошли две новые композиции и ремиксы песен, оригинальные версии которых затем были выпущены в составе второго студийного альбома группы Zerøspace, вышедшего 26 марта 2002 года. Пластинка получила большую популярность по сравнению с предыдущей, в основном за счёт того, что трек «Beføre I’m Dead» был включен в саундтрек к фильму Королева проклятых. В поддержку альбома группа провела масштабный концертный тур, а выступление в Чикаго было записано и издано в качестве концертного альбома Live In Chicago.
В 2004 году увидело свет переиздание первого альбома Trickster, которое получило название Trickstereprocess. Переиздание содержало ремастеринг композиций Trickster, пять бонус-треков и DVD с фотографиями, интервью и видеоклипами. Но в 2004 Фри Домингез приняла решение заняться сольной карьерой, а Брюс Сомерс сосредоточился на своём проекте ShockNina из-зчего Kidneythieves прекратили какую-либо деятельность.
В январе 2007 года Фри Домингес сообщила, что она и Сомерс хотят вновь объединится для совместной работы в Kidneythieves, но уже как дуэт. В июле 2010 увидел свет долгожданный третий студийный альбом Trypt0fanatic. В 2011 году Kidneythieves выпустили 5-трековый мини-альбом The Invisible Plan, который также, как и Trypt0fanatic были доступны только для покупки на CD через магазин на официальном сайте группы. Параллельно с основной деятельностью в Kidneythieves, участники группы также занимались сотрудничеством с такими исполнителями как Zeromancer, KMFDM, Filter, Роб Зомби и John 5.

## Состав
Текущий состав
- Фри Домингез — вокал (1998—2004, 2007—настоящее время)
- Брюс Сомерс — гитара, бас-гитара, синтезатор, программинг (1998—2004, 2007—настоящее время)

Сессионные участники
- Шон Биван — гитара, микширование (1998—2002, 2007—2010)

Бывшие участники
- Крис Шлейер — гитара (1998—2004)
- Кристиан Доррис — бас-гитара (1998—2004)
- Шон Селлерс — ударные (1998—2004)

## Дискография
Студийные альбомы
- Trickster (1998)
- Zerøspace (2002)
- Trypt0fanatic (2010)
- The Mend (2016)

Мини-альбомы
- Phi in the Sky (2001)
- The Invisible Plan (2011)

Концертный альбом
- Live In Chicago (2002)

Синглы
- «S+M (A Love Song)» (1998)
- «Zerøspace» (2002)
- «Freeky People» (2010)

Видеоклипы
- «Taxicab Messiah» (1998)
- «Red & Violet» (1998)
- «Zerøspace» (2002)

## Использование музыки Kidneythieves в медиа

### Компьютерные игры
В саундтрек компьютерной игры Deus Ex: Invisible War были включены фактически все треки альбома Trickster. Кроме того, персонаж игры — поп-звезда Энджи Резонанс озвучена вокалисткой Фри Домингез, а репертуар Резонанс состоял именно из композиций Kidneythieves.
Участники Kidneythieves неоднократно принимали участие в создании саундтреков к играм. Так, например, группа в сотрудничестве с Такэхару Исимото работала в создании музыки для Dissidia 012 Final Fantasy. Помимо этого, в 2013 году для игры Metal Gear Rising: Revengeance Фри Домингез записала композицию «A Stranger I Remain (Maniac Agenda Mix)».

### Кино и телесериалы
Песни Kidneythieves часто использовались в различных телесериалах и входили в саундтреки к фильмам.
- «Crazy» (кавер-версия трека Вилли Нельсона): саундтрек к фильму Невеста Чаки (1998)
- «S+M (A Love Song)»: сериал Первая волна, 1 сезон, эпизод «Мильный столб 262» (1998)
- «Black Bullet»: сериал Волчье озеро, 1 эпизод «Плоть родителей» (2001)
- «Beføre I’m Dead»: саундтрек к фильму Королева проклятых (2002)
- «Arsenal»: сериал C.S.I.: Место преступления Майами, 2 сезон, 9 эпизод «Приманка» (2003)
- «Taxicab Messiah»: Хранилище 13, 2 сезон, 2 эпизод «Кроткий» (2010)